# Isabel Garay
Isabel Garay Oyarbide (Musques, 1946 – Santander, 10 de enero de 2016) fue una escultora y pintora española, especializada en barro refractario y cerámica de alta temperatura.

## Trayectoria
Después de una formación como pintora a principios de los años 60, bajo la tutela del pintor bilbaíno Aníbal García, ensayó la escultura en piedra y madera antes de iniciarse en la práctica de la tierra cocida en el taller de Miguel Vázquez en 1977. Sin abandonar su interés por la pintura, adquirió conocimientos en el modelado y cocción de la arcilla a altas temperaturas.Además realizó diversos talleres de madera, piedra, hierro y otros metales.
Su primera exposición individual tuvo lugar en 1971 en la Galería Puntal de Santander, siguiéndole otras muestras. Expuso, entre otros lugares, en el Museo Municipal de Bellas Artes de Santander (1981) y en la Fundación Botín de Santander (1985). En los años 80, alcanzó su madurez escultórica. Comenzó modelando piezas antropomórficas en barro refractario, para ir evolucionando a formas arquitectónicas y ya a finales de esta década realiza piezas cada vez más abstractas. Este desarrollo comienza a ser patente en colección Presencias en 1985. En los noventa comienza a utilizar también el acero corten mezclando ambas técnicas en la serie Barras y estrellas. En esta serie la artista alternó módulos de barro y módulos de acero de iguales dimensiones y forma.
También expuso en la Sala Nicanor Pinole de Gijón y Galería Edurne de Madrid en los años 1987 y 1992, Sala Rekalde de Bilbao (1993), Museo Barjola de Gijón (1995), Galería Carmen de la Calle en Jerez de la Frontera (1996), Galería Vanguardia de Bilbao (1997), Fundación Jesús Otero en Santillana del Mar y Palacio del Marqués de Albaicín en Noja (1998), Galería Trazos Tres de Santander y Galería Rafael Ortiz de Sevilla (1999), Galería Vanguardia de Bilbao y Galería Trazos Tres de Santander (2001), Museo Municipal de Bellas Artes de Santander (2002), donde se presentó la muestra Isabel Garay 1985-2002.
Aunque es reconocida sobre todo por su faceta como escultora, también destacan sus trabajos realizados a lápiz, pasteles de paisajes y pinturas a pastel derivadas de la abstracción formal, que entran en resonancia con sus composiciones modulares.
Durante su trayectoria, participó en varias ediciones de las ferias Arco (Madrid), Art London en Londres y Art Cologne en Colonia. El Museo Municipal de Bellas Artes de Santander acogió en el año 2002 una exposición específica sobre su obra bajo el título Isabel Garay 1985-2002. De entre sus últimas exposiciones individuales destacan la que tuvo lugar en la Galería Vanguardia de Bilbao, en 2007 y la que se celebró en la Galería Trazos de Santander bajo el título Isabel Garay: color y forma.

## Colecciones públicas
Su obra forma parte de la Colección Norte de Arte Contemporáneo del Gobierno de Cantabria, así como del Centro Gallego de Arte Contemporáneo de Santiago de Compostela y del Museo de Bellas Artes de Santander.

## Reconocimientos
En 2016, el Museo de Arte Moderno y Contemporáneo de Santander y Cantabria (MAS) acogió la muestra Epidermis a través del cual se homenajeaba a Garay tras su muerte. La exposición contó con un total de 24 obras todas realizadas en barro refractario y pertenecientes a su obra de los años ochenta. Una exposición posterior, celebrada en 2017, realizó un recorrido de su trayectoria artística a través de 40 de sus obras.